# Preity Zinta
Preity Zinta (Shimla, 31 januari 1975) is een Indiase actrice, voornamelijk bekend van haar werk in Bollywood. 

## Filmografie
- Bhaiaji Superhit (2018) - Sapna Dubey
- Welcome to New York (2018) - gastoptreden
- Happy Ending (2014) – Divya
- Ishkq in Paris (2013) – Ishkq
- Main Aurr Mrs Khanna (2009) – Haseena Jagmagia
- Rab Ne Bana Di Jodi (2008) – gastoptreden
- Heroes (2008) – Kuljeet Kaur
- Heaven on Earth (2008) – Chand
- Har Pal (2008) – Runa
- Om Shanti Om (2007) – gastoptreden
- The Last Lear (2007) – Shabnam
- Jhoom Barabar Jhoom (2007) – Alvira Khan
- Jaan-E-Mann (2006) – Piya Goyal
- Krrish (2006) – Nisha Mehra
- Kabhi Alvida Naa Kehna (2006) – Rhea Saran
- Salaam Namaste (2005) – Ambar Malhotra
- Khullam Khulla Pyaar Karen (2005) – Priti
- Veer-Zaara (2004) – Zaara Hayat Khan
- Dil Ne Jise Apna Kahaa (2004) – Dr. Parineeta (Pari)
- Lakshya (2004) – Romila Dutta
- Kal Ho Naa Ho (2003) – Naina Catherine Kapur
- Koi... Mil Gaya (2003) – Nisha
- Armaan (2003) – Sonia Kapoor
- The Hero: Love Story of a Spy (2003) – Reshma/Ruksar
- Dil Hai Tumhaara (2002) – Shalu
- Yeh Raaste Hain Pyaar Ke (2001) – Sakshi
- Dil Chahta Hai (2001) – Shalini
- Chori Chori Chupke Chupke (2001) – Madhubala (Madhu)
- Farz (2001) – Kajal Singh
- Mission Kashmir (2000) – Sufiya Parvez
- Har Dil Jo Pyar Karega (2000) – Jahnvi
- Kya Kehna (1999) – Priya Bakshi
- Dillagi (1999) – Rani
- Sangharsh (1999) – Reet Oberoi
- Raja Kumarudu (1999) – Rani
- Soldier (1998) – Preeti Singh
- Dil Se (1998) – Preeti Nair
- Premante Idera (1998) – Jannu

- Biblioteca Nacional de España: XX1727415
- Bibliothèque nationale de France: cb14522102f (data)
- Catàleg d'autoritats de noms i títols de Catalunya: 981058524791406706
- Gemeinsame Normdatei: 129967394
- International Standard Name Identifier: 0000 0001 0901 7923
- Library of Congress Control Number: no2001002087
- Nationale bibliotheek van Australië: 40578757
- Système universitaire de documentation: 114157685
- Trove: 1448066
- Virtual International Authority File: 53793288
- WorldCat: E39PBJpjj6rD3tRtwGqrfRdhHC